# Hiratsuka
Hiratsuka (平塚市 Hiratsuka-shi?) es una ciudad de la prefectura de Kanagawa, Japón. Se localiza en las costas de la Bahía de Sagami donde el río Sagami (相模川) hace frontera al este con la vecina Chigasaki. Su área es de 67.,83 km² y su población estimada es de 257 737 (2014). Hiratsuka es un puerto importante donde la base económica es el mar y sirve de ciudad dormitorio para Tokio y Yokohama.

## Ciudades Hermanadas
Hiratsuka están hermanadas con las siguientes ciudades:
- Hanamaki, Iwate, Japón.
- Lawrence, Kansas, Estados Unidos.
- Takayama, Gifu, Japón.